# Bulbophyllum stictanthum
Bulbophyllum stictanthum là một loài phong lan thuộc chi Bulbophyllum.